# Pseudosinella sexoculata
Espèce
Synonymes
- Entomobrya aglis Harvey, 1900

Pseudosinella sexoculata est une espèce de collemboles de la famille des Lepidocyrtidae.

## Distribution
Cette espèce se rencontre en zone holarctique.

## Description
Pseudosinella sexoculata mesure 1 mm.

## Publication originale
- Schött, 1902 : Études sur les Collemboles du Nord. Bihang till Kongl. Svenska vetenskaps-akademiens handlingar, vol. 28, no 4, p. 1-48 (texte intégral).